# オルブライト大学
オルブライト大学（Albright College）は、アメリカ合衆国ペンシルベニア州のレディングにあるリベラル・アーツ・カレッジ。1856年設立のユナイテッド・メソジスト教会系。
フィラデルフィアから車で1時間ほどの所にある中部州協会認定大学である。学際的なカリキュラムに重きを置いており、全学生の半分が2つ以上の学部で学び、学士課程および修士課程を有する。部活動は全米大学体育協会（NCAA）ディヴィジョン3に登録されている。
教育機関としてのアカデミック レベルや入学難易度、国際競争力、研究機関としての実績や研究環境の充実度などを基に決められ毎年高い注目を集める USニューズ&ワールド・レポート誌の『全米大学ランキング（National University Rankings）』(2020年版)においては、リベラル・アーツ・カレッジ部門において164-215位、Social Mobility専攻で、全米トップ31位にランクされている。
Georgetown University Center on Education and the workplace調査 ではTop 20 percent of private liberal arts colleges for return on investmentと評価されている。
全米最大級の試験対策校The Princeton Reviewの地域別ベスト大学2015 (2015 Best Colleges: Region by Region)において、アメリカ北東部地域のベスト225大学の一つに選出されている。
「Wall Street Journal/Times Higher Education College Rankings 2018」では、全米で390位、ペンシルバニア州では38位にランクされている。
作家の落合信彦（1965年卒業）は、当時「リトルハーバード」と呼ばれていたと述べている。

## 卒業生
- Brent J. Hurley - YouTube共同創業者[2]
- Lauren Ashburn -USA TODAY LIVE 編集長
- Harry Martin - エミー賞候補者・ニュースキャスター (Fox 5 News)
- Craig Fass, Brian Turtle, and Mike Ginelli - ケヴィン・ベーコン指数 (Six Degrees of Kevin Bacon)　*スモール・ワールド現象を応用した指数の考案者
- ケーシー・ローレンス -プロ野球選手。マリナーズを経て、広島カープに所属（2018年12月契約）

## 日本人卒業生
- 落合信彦 - 国際政治ジャーナリスト・作家
- 落合秀彦(Hidy Ochiai) - 空手家(和心流創始者）
- 佐島明夫 -オルブライト大学日本事務局代表
- 大鞍直人
- 若林計志
- 鴻池健夫
- 武藤真和 - 武藤染工株式会社代表取締役社長